# Nong Khaem
Nong Khaem (tiếng Thái: หนองแขม; IPA: [nɔ̌ːŋ kʰɛ̌ːm]) là một quận của Bangkok, Thái Lan. Quận Nong Khaem có diện tích 35.825 km², dân số là 125.545 người.

## Phân cấp hành chính
Quận được chia thành 2 phân khu (Khwaeng).
| 1. | Nong Khaem      | หนองแขม   |  |
| 2. | Nong Khang Phlu | หนองค้างพลู |  |